# Hagaw
Hagaw (Asocjacja Hagaw) – polski zespół jazzu tradycyjnego.

## Historia
Grupa powstała w maju 1964 w klubie Stodoła jako kwintet. Pierwszy koncert dała jesienią 1964. 
W 1965 zdobyła IV nagrodę na wrocławskim festiwalu Jazz nad Odrą, w 1966 na tym samym festiwalu odebrała III nagrodę. Wielokrotnie  uczestniczyła w  festiwalach Jazz Jamboree, Old Jazz Meeting i Festiwalu Interwizji w Sopocie. Stylistycznie ewoluowała od happy-jazzu i dixielandu do swingu lat czterdziestych, wykonując także wraz ze swoim solistą, wokalistą Andrzejem Rosiewiczem, utwory muzyki popularnej.

## Nazwa i skład

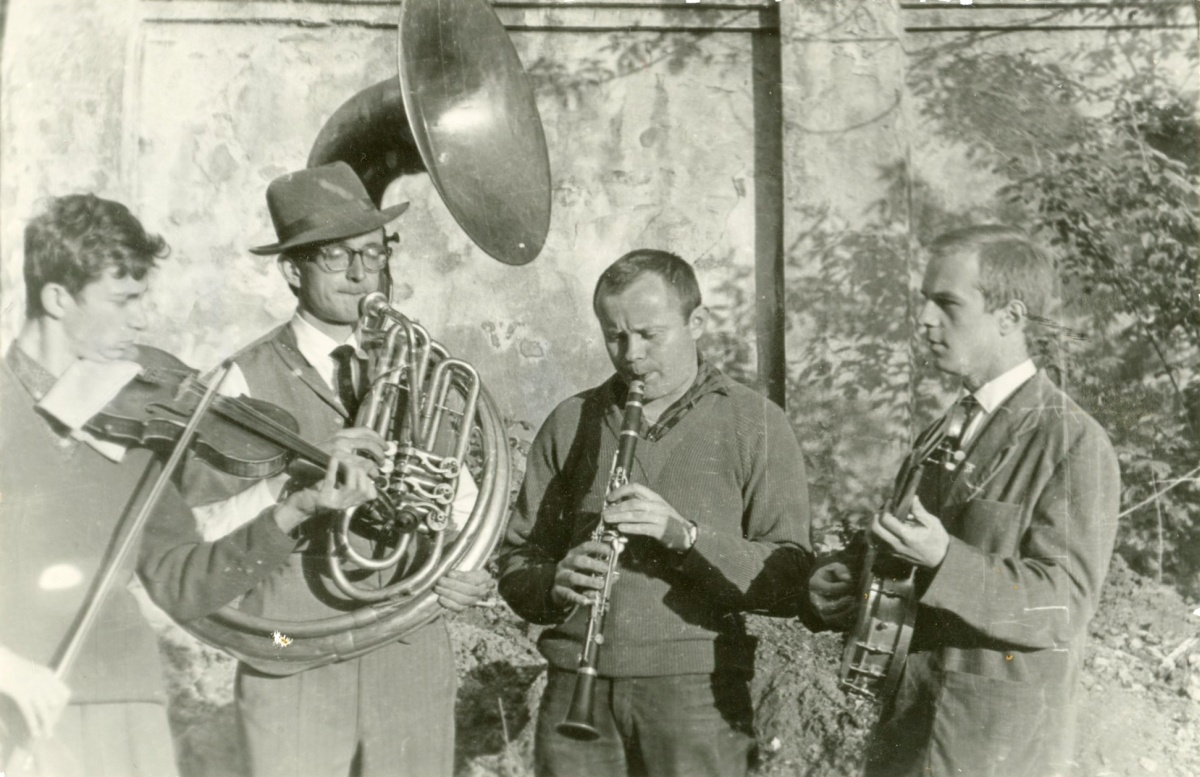
HAGAW – pierwsza próba zespołu

Nazwa Hagaw powstała ze złożenia pierwszych liter imion członków zespołu (Henryk Kowalski, Andrzej Jastrzębski, Grzegorz Brudko, Andrzej Bielecki, Wiesław Papliński). Pierwszy koncert Hagawu odbył się w warszawskiej Stodole w listopadzie 1964. Zespół wystąpił tam w następującym składzie:
- Henryk Kowalski – skrzypce
- Andrzej Jastrzębski – suzafon
- Grzegorz Brudko – banjo
- Stanisław Piwowarski – trąbka
- Wiesław Papliński – tara

Skład zespołu wiele razy się zmieniał. Członkami Asocjacji Hagaw byli między innymi: Stanislaw Piwowarski, Stanisław Jonak, Krzysztof Adamek, Jerzy Kruszyński, Waldemar Wolski, Mariusz Wnuk, Jerzy Wysocki, Bernard Matracki, Bogdan Izdebski, Marek Strobel, Ryszard Kula, Tadeusz Federowski,  Zbigniew Konopczyński, Włodzimierz Halik, Paweł Tartanus, Włodzimierz Sadowski, Stanisław Piotrowski, Przemysław Gwoździowski, Marek Kucharski, Stanisław Gąsienica-Brzega, Jerzy Dunin-Kozicki, Andrzej „Fats” Zieliński, Krystian Brodacki, Marian Sulerz, Izabela Kubacka, Zbigniew Kmiciński i Jan Gonciarczyk. W latach 1970–1978 członkiem Hagawu był wokalista Andrzej Rosiewicz.
Obecny skład zespołu: Stanisław Piwowarski (lider), Kaja Tyzenhauz, Stanisław Jonak,  Przemysław Pogocki, Wiktor Zydroń, Dymitr Markiewicz, Wojciech Zalewski.

## Dyskografia
- 1967 – Do You Love Hagaw?
- 1970 – Asocjacja Hagaw i Andrzej Rosiewicz
- 1971 – Assoziation Hagaw "with Goldies But Goodies"
- 1974 – Assoziation Hagaw "Ich hab' das Fraeulein Helen baden sehen"
- 1975 – Asocjacja Hagaw & Andrzej Rosiewicz
- 1976 – Hagaw "Veronika, der Lenz ist da"
- 1977 – Asocjacja Hagaw Andrzej Rosiewicz Ewa Olszewska
- 1979 – Hagaw
- 1980 – Manhattan
- 1980 – A.Rosiewicz i Hagaw "Ufo/Zniwo"
- 1986 – Please
- 2006 – Association Hagaw in Koncert /Berlin 2006

## Filmografia
- 1971 – Poskromienie złośnicy (spektakl Teatru Telewizji) (wykonanie muzyki w strojach z epoki)[2]
- 1976 – Na każde wezwanie (wykonanie muzyki)
- 1977 – Klaustrofobia (wykonanie muzyki)